# И прольётся дождь…
«И прольётся дождь…» (хинди बरसात, Barsaat) — индийский романтический фильм, снятый режиссёром Сунилом Даршаном и вышедший в прокат 19 августа 2005 года. Главные роли исполнили Приянка Чопра, Бобби Деол и Бипаша Басу. Сюжет позаимствован с голливудского фильма «Стильная штучка» (2002).

## Сюжет
Арав — амбициозный молодой индиец, мечтающий сделать карьеру дизайнера машин. Для воплощения своей заветной мечты в жизнь он едет в Соединённые Штаты Америки, где встречает очаровательную девушку по имени Анна. Она по уши в него влюбляется, но Арав больше сосредоточен на карьере. Спустя время он всё же отвечает ей взаимностью. Но в Индии Арава ждёт подруга детства Каджал, также сильно любящая своего друга ...

## Роли
- Бобби Деол — Арав Капур
- Приянка Чопра — Каджал
- Бипаша Басу — Анна Вирвани
- Шакти Капур — мистер Вирвани, дедушка Анны
- Фарида Джалал — бабушка Каджал
- Манмит Сингх — Маниндер Сингх, друг Арава
- Шарат Саксена — адвокат
- Гаджендра Чаухан — отец Арава
- Бина Банерджи — мать Арава
- Вивек Шаук — Шамми
- Суприя Пилгаонкар — Суприя, невестка Арава
- Махеш Тхакур — доктор Пранав Капур
- Вивек Васвани — владелец гаража
- Делназ Паул — Долли Биндра
- Палак Джайн — Каджал в детстве

## Саундтрек
Песни фильма были очень популярными в 2005 году. Песня Saajan Saajan стала второй песней в карьере Приянки Чопры.
Все тексты написаны Самиром, вся музыка написана дуэтом композиторов Надим-Шраван.
| №  | Название                       | Исполнители                            | Длительность |
| -- | ------------------------------ | -------------------------------------- | ------------ |
| 1. | «Saajan Saajan Saajan»         | Кайлаш Кхер, Алка Ягник, Приянка Чопра | 6:24         |
| 2. | «Nakhre»                       | Алиша Чинай, Ишк Бектор                | 5:04         |
| 3. | «Maine Tumse Pyaar Bahut Kiya» | Алка Ягник                             | 5:03         |
| 4. | «Aaja Aaja»                    | Алка Ягник                             | 5:59         |
| 5. | «Chori Chori»                  | Удит Нараян, Алка Ягник, Сапна Авастхи | 7:51         |
| 6. | «Mushkil»                      | Абхиджит, Алка Ягник                   | 5:20         |
| 7. | «Pyaar Aaya»                   | Сону Нигам, Алка Ягник                 | 5:48         |
| 8. | «Barsaat Ke Din Aaye»          | Кумар Сану, Алка Ягник                 | 5:35         |

## Критика и кассовые сборы
Фильм получил смешанные отзывы критиков. По итогам сборов ему был присвоен статус «ниже среднего».